# Аванту (Јаши)
Аванту (рум. Avântu) насеље је у Румунији у округу Јаши у општини Романешти. Oпштина се налази на надморској висини од 101 m.

## Становништво
Према подацима из 2002. године у насељу је живело 588 становника, од којих су сви румунске националности.